# Огинский, Марциан Александр
Князь Марциан Александр Огинский (пол. Marcjan Aleksander Ogiński; 1632 — 26 января 1690, Олава, Трокское воеводство, Великое княжество Литовское, Речь Посполитая) — государственный и военный деятель Королевства Польского и Великого княжества Литовского, полковник литовского войска, стольник трокский (с 1647), хорунжий трокский (с 1654), чашник великий литовский (с 1658), подстолий великий литовский (с 1659), стольник великий литовский (с 1661), кравчий великий литовский (с 1665), воевода трокский (1670—1684), канцлер великий литовский (с 1684).
Посол (депутат) сеймов 1661, 1664, 1668 и 1670 годов, депутат Трибунала Великого княжества Литовского в 1667—1668 годах, маршалок Трибунала в 1671 году.

## Биография
Представитель знатного княжеского рода Огинских. Отцом Марциана был Александр Огинский (1585—1667), каштелян трокский, сенатор, защитник православия в Великом княжестве Литовском.
Обучался в Вильне, Кракове и Лейдене. С 1651 года служил в литовском войске. С 1656 года под командованием Павла Сапеги участвовал в сражениях с войсками князя Трансильвании Дьёрдя II Ракоци, затем в 1657 году со шведами в Курляндии. Вместе с Сапегой и Стефаном Чарнецким в 1660 году участвовал в битвах на территории нынешней Белоруссии с русским войском, в том числе Иваном Тараруем Хованским.
Принимал участие в походе литовского войска на Москву в 1663—1664 годах в ходе русско-польской войны (1654—1667). Принимал участие в подписании «Вечного мира» между Русским царством и Речью Посполитой в Москве 6 мая 1686 года.
Участник хотинской битвы с турками в 1673 году.
С рождения Марциан Александр Огинский был православным, участвовал в религиозной жизни церкви, был членом Могилёвского и Виленского Богоявленских братств.
Однако в борьбе за трокское воеводство от него потребовался переход из православия в католицизм или униатство, что он и сделал в 1670 году и стал воеводой.

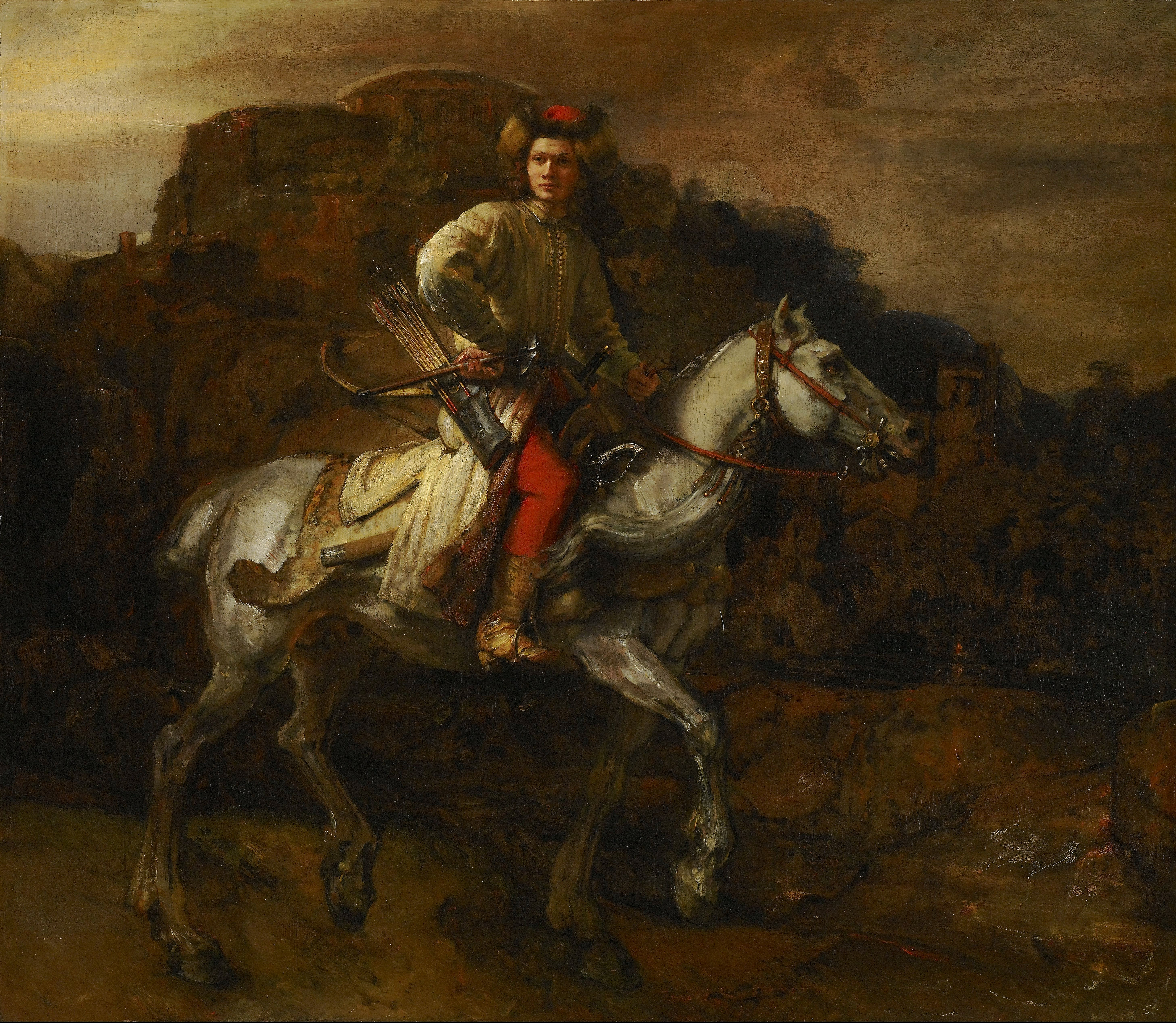
«Польский всадник» Рембрандта
(по одной из версий, портрет Огинского)

После смерти короля Михаила Вишневецкого поддерживал кандидатуру Романова, Габсбурга или представителя Бранденбургской линии и решительно протестовал против избрания на трон Речи Посполитой Яна Собеского, при этом подписал даже протест, однако в 1676 году присутствовал на его коронации.
Был противником балтийской политики короля Яна III, поддерживал антикоролевскую деятельность, при этом вступал в переговоры с курфюрстом Бранденбурга Фридрихом Вильгельмом.
Король, не желая усиливать конфликт, в 1684 году сделал его канцлером великим литовским. Огинский пытался примирить Собеского с Сапегами, но в конце концов принял решение о переходе на сторону антикоролевского лагеря.
Тяжело заболев, в 1688 году отказался от политики раскола и стал сторонником короля, выдал своих сообщников и оставил политику.

## Семья
В 1663 году женился на богатой наследнице рода Глебовичей — Марцибелле Глебович (1641—12.12.1681), старшей дочери Юрия Глебовича. Единственный сын от первого брака: 
- Юрий (1678—1680), умер в младенчестве.

Вторым браком с 4 марта 1685 года был женат на Констанции Кристине (1669—1693) из рода Велёпольских, дочери Яна Велёпольского.
Марциан Александр Огинский умер, не оставив наследника, благодаря этому Огинские стали обладателями огромного состояния.